# Gustave Den Duyts
Gustave-François Den Duyts, né le 22 octobre 1850 à Gand et mort le 13 février 1897  à Ixelles, est un peintre, aquarelliste et graveur impressionniste belge, connu pour ses paysages.

## Distinction
- Officier de l'ordre de Léopold (16 janvier 1892)[1].